# UTC+4:30
UTC+4:30 е часово отместване използвано:

## Като стандартно време през цялата година
- Афганистан